# مارثا لوبيز
مارثا لوبيز (بالإسبانية: Martha Lopez)‏ هي دراجة كولومبية، ولدت في 12 أغسطس 1968 في كولومبيا.

## وصلات خارجية
- مارثا لوبيز على موقع أرشيف الدراجات (الإنجليزية)